# Nikon D810A
La Nikon D810a è una fotocamera reflex (DSLR) prodotta dalla Nikon Corporation, annunciata il 10 gennaio 2015, è una fotocamera dedicata alla fotografia astronomica, il suo sensore come quello di D810 è privo di filtro AA ed ha un filtro low-pass che a differenza delle fotocamere standard non blocca buon parte dei raggi IR fino a 656nm, risulta dunque 4 volte più permeabile allo spettro H-Alfa. La D810A è dunque molto più sensibile allo spettro H-alfa e quindi in grado di catturare immagini che le fotocamere standard non possono catturare, una fotocamera simile ma con sensore molto più piccolo è la Canon EOS 60Da
La D810A ha un sensore pieno formato Nikon FX con 36,3 milioni di pixel effettivi.
Simile alla Nikon D810, di cui eredita molte caratteristiche, ha alcune differenze che la rendono ideale per l'astrofotografia come la posa T e B con anteprima di esposizione in live-view, il tempo massimo di posa esteso da 30 a 900 secondi (15 minuti) e il filtro low-pass di cui sopra e una maggior efficienza energetica che riduce il consumo della batteria aumentandone l'autonomia.
Il corpo è tropicalizzato ed in lega di magnesio. Il peso è di circa 980 g, compresa batteria, ed include un flash pop-up.